# Габріель Сігуа
Габріель Сігуа (груз. გაბრიელ სიგუა, нар. 30 червня 2005, Руставі, Грузія) — грузинський футболіст, півзахисник швейцарського «Базеля» та національної збірної Грузії.

## Ігрова кар'єра

### Клубна
Габріель Сігуа починав займатися футболом у своєму рідному місті Руставі. Пізніше футболіст пройшов через академії столичного клубу «Сабуртало» і у віці тринадцяти років Сігуа опинився в системі тбіліського «Динамо». Першу гру в основі футболіст провів 7 серпня 2022 року у матчі Кубка Грузії. А 20 серпня Габріель дебютував у матчах чемпіоната Грузії.
У липні 2023 року грузинський футболіст підписав п'ятирічний контракт зі швейцарським клубом «Базель».

### Збірна
25 березня 2023 року у товариському матчі проти команди Монголії Габріель Сігуа дебютував у складі національної збірної Грузії.

## Титули
Динамо (Тбілісі)
 Чемпіон Грузії: 2022
 Переможець Суперкубка Грузії: 2023
Базель
 Чемпіон Швейцарії:  2024-25
 Переможець Кубка Швейцарії: 2024-25